# ジャック・メスリーヌ
ジャック・メスリーヌ（メリーヌとも、仏: Jacques René Mesrine、1936年12月28日 - 1979年11月2日）は強盗、脱獄を繰り返したフランスの犯罪者。付いたあだ名は「民衆（社会）の敵ナンバーワン」。
本人や親しかった者は姓をメリーヌ [meʀin] と発音していたが、メディアでは一般にメスリーヌ [mɛsʀin] と呼ばれた。

## 概要

### 出生から軍除隊まで
1936年、パリ北部近郊クリシーで出生。カトリック系の学校で学び、夢はHECで学ぶことだったが、学校嫌いだった。1955年にセネガル人女性と結婚したが、翌年アルジェリア戦争に派遣され、派遣中の1957年に離婚。1959年に上官の命令に逆らえずアルジェリア独立派住民を射殺する。しかし結局アルジェリアは独立し、無駄な行為であったとわかったメスリーヌは無力感、虚無感に襲われ除隊。
帰国後、スペイン人女性と再婚、長女のサブリナをもうける。しかし除隊した兵士は国民から冷遇されており、また、父は第二次世界大戦でナチス側に協力していたこともあり息子の態度を叱ることをしなかった。

### 犯罪組織
いろいろなことが重なった結果、メスリーヌは犯罪組織に接近した。度胸の良さをボスに買われ強盗を繰り返し組織での立場を徐々に上げていった。1961年12月に検挙され、1963年7月まで1度目の獄中生活を送った。釈放後は模型製作社に就職して、しばらく家庭人として過ごし長男ももうけるが、経済的理由により解雇されると犯罪を再開し、スペイン人の妻とも離婚した。
1967年、ガールフレンドのジャンヌ・シュネデール（Jeanne Schneider）とともにコンピエーニュのオーベルジュの支配人となり、盗人宿として活用した。1969年には2人でカナダにわたり、一度は2人そろって富豪の使用人となったが、4ヶ月後に解雇された。その後、元雇い主を誘拐・脅迫しようとして失敗、アメリカ合衆国に逃亡したものの、テキサス州のハイウェイパトロールに逮捕されてカナダに送還、8月17日にいったんは拘置所から脱走したものの再度拘束され、10年の禁錮刑（ジャヌーは5年半）を宣告されて特別懲罰刑務所に収容された。しかし1972年8月21日、他の5人の囚人とともに脱獄を試みて、4人は拘束されたもののメスリーヌともうひとりは成功した。仲間から武器を受け取って、脱獄した刑務所を襲撃、囚人の解放を試みたものの、これは失敗。また9月10日には、サン・ルイ・ド・ブランフォール付近で偶然遭遇した自然保護官2名を射殺している。

### フランス帰国、逮捕と脱獄
その後、ジャヌーが未だに収監されていたことから、ジョスリーヌという新しいガールフレンドをみつけ、中南米からスペイン、フランス西部にかけて銀行強盗を重ねて現金を入手。マント＝ラ＝ジョリー、ついでブローニュ＝ビヤンクールで豪勢な生活を送った。1973年3月8日、ヴェルサイユの県司法警察局（SDPJ）が、オーベルジュ時代の背信行為のかどでメスリーヌを逮捕したものの、6月6日、裁判所に出廷したさいに隠し持っていた拳銃を裁判長に突き付けて人質に取り、脱走に成功。9月17日にはパリ17区で国立銀行支店を襲撃、2軒目の襲撃直前で警察に発見されて銃撃戦となり、共犯者4名のうち1名が逮捕された。メスリーヌ本人は逃走に成功したが、パリ警視庁の所轄と捜査介入部（BRI）の捜査によってアジトが突き止められた。当初は自爆すると脅迫していたが、BRI副隊長のブルッサール主席警視正の説得に応じ、ブルッサール主席警視正とシャンパンを乾杯したのちに投降した。
当初は仲間であるウイロケ夫妻に誘拐させた重要人物との交換による釈放を企図していたが、まもなくBRIが夫妻のアジトも特定し、妻を逮捕したことでこの計画は破綻し、1977年5月19日、懲役20年を宣告された。しかし1978年5月8日、フランソワ・ベスとカルマン・リーヴとともにサンテ刑務所を脱走。脱走直後に警邏中の警官と遭遇し、カルマン・リーヴは射殺されたものの、メスリーヌとベスは逃走に成功した。5月26日にはドーヴィルでカジノを襲撃、11月10日には1977年の裁判のさいに裁判長を務めていたシャルル・プチ裁判官の家族を襲撃している。
1979年6月21日にはサルト県の不動産王であるアンリ・ルリエーヴルを誘拐し、600万フランの身代金を奪った。
また9月10日には、メスリーヌを追っていた週刊誌「ミニュット」のジャック・ティリエ記者（元フランス国土監視局職員）の求めに応じて接触したが、この際に記者の顔や肩をピストルで撃ち重傷を負わせた。
しかしこの際に、シャルル・ボーエルという元囚人を相棒にしていることが判明したことから、BRIはボーエルの妻が乗っていたルノー・14の交通違反記録からボーエルの居場所をたどり、10月31日、BRIと犯罪対策中央部（OCRB）はメスリーヌのアジトの特定に成功した。

### 最期
1979年11月2日午後に外出した隙を捉えて、BRIとOCRBの合同部隊はメスリーヌを捕捉した。メスリーヌが運転するBMWをトラックで挟み撃ちにし、メスリーヌがシート下の手榴弾に手を伸ばしたことから、警官隊は窓越しに一斉射撃を加えた。パリ18区北方ポルト・ド・クリニャンクール付近にて、15時15分、メスリーヌは射殺された。このニュースは日本でも朝日新聞が「車ごとハチの巣／警察側、先制の猛攻撃」と報じるなど各紙で大きく取り扱われた。

## 著書
- L'instinct de mort
  - 『生きては捕まらない 犯罪王メスリーヌ自伝』間庭恭人訳、早川書房、1980年1月。
    - 改題『ジャック・メスリーヌの生涯 世界を震撼させた犯罪王』間庭恭人訳、早川書房〈ハヤカワ文庫〉、2009年10月。ISBN 978-4-15-050359-8
- Coupable d'être innocent
  - 『怪盗メスリーヌ 遺作『無実』より』萩野弘巳編訳、講談社、1980年2月。